# Seropositief
Seropositief betekent in het algemeen dat er in het serum van het bloed van iemand antistoffen (immunoglobulinen) zijn aangetoond tegen een bepaalde infectie. Dit betekent dat deze persoon in aanraking is geweest met de bacterie of het virus dat deze infectie veroorzaakt, en dat het afweersysteem hiertegen afweerstoffen heeft aangemaakt. Men kan seropositief zijn, wanneer een infectie aanwezig is, maar men is vaak ook nog seropositief wanneer een infectie reeds genezen is (men noemt dit een serologisch litteken).
Wanneer iemand geen antistoffen heeft, heet dit seronegatief. Wanneer iemand een infectie oploopt en daardoor afweerstoffen gaat aanmaken en van seronegatief seropositief wordt, heet dit seroconversie.

## Seropositief voor hiv
In het dagelijks spraakgebruik wordt met seropositief veelal bedoeld dat iemand antistoffen tegen hiv in het bloed heeft. Iemand die seropositief is, is dus drager van het virus en kan anderen ermee besmetten, maar heeft nog geen aids. Hij/zij ondervindt nog weinig of geen last van de infectie.

## Overdracht hiv
Hiv houdt zich op in de lichaamsvloeistoffen van een geïnfecteerd persoon en heeft een toegangspoort nodig om het lichaam van de ander binnen te dringen. Sperma, bloed en etter bevatten veel hiv en zijn dus zeer besmettelijk.
 Moedermelk, voorvocht en vaginaal vocht bevatten slechts een beetje hiv en zijn dus minder besmettelijk, maar het risico op een infectie is zeker aanwezig. Baby's die geboren worden uit een seropositieve moeder, zijn soms al seropositief bij de geboorte. Wanneer zij dit niet zijn, lopen zij wel een groot risico om seropositief te worden wanneer zij borstvoeding krijgen. 

Speeksel, tranen, urine en zweet zijn niet besmettelijk. 

Hiv kan via de volgende toegangspoorten het lichaam binnenkomen en dus voor besmetting zorgen: via open wonden, de anus, het slijmvlies van de darm, het slijmvlies van de vagina, de eikel, de urinebuis, de keel, wondjes, blaasjes, zweertjes en aftjes. Deze zijn allemaal doorgankelijk voor het hiv. De intacte huid is dit daarentegen niet. Sperma, bloed of etter van een met hiv besmette persoon op de intacte huid leidt dus niet tot een besmetting, al is het wel zaak om de huid zo snel mogelijk schoon te wassen. 
Wanneer bij een seropositieve persoon door trouwe dagelijkse behandeling met hiv-remmers het virus is onderdrukt tot de "ondetecteerbaar"-status, is ook zijn besmettelijkheid drastisch verminderd.

### Meest voorkomende oorzaken van hiv-besmetting
- Onbeschermd intiem seksueel contact met iemand die geïnfecteerd is: dit komt het meeste voor, maar kan voorkomen worden door veilig te vrijen, dat wil zeggen met gebruik van een condoom van de juiste kwaliteit en/of een beflapje.
- Intraveneus druggebruik: druggebruikers lopen een groot risico op besmetting als ze drugs inspuiten met een spuit die door een besmet persoon gebruikt werd.
- Prik-, spat- en snijaccidenten: gezondheidswerkers die zich prikken of snijden met spuiten, messen enzovoort die in contact kwamen met besmet bloed, lopen een groot risico. Besmet bloed (of een andere lichaamsvloeistof) dat in contact komt met beschadigde huid of beschadigde slijmvliezen, kan een risico vormen, maar dat is eerder klein. Na een dergelijk accident moet altijd contact opgenomen worden met een deskundige die weet welke acties ondernomen moeten worden om het risico op infectie te verkleinen.
- Van moeder op kind: een zwangere vrouw met hiv kan tijdens de zwangerschap hiv op haar ongeboren kind overdragen via de moederkoek. Vooral tijdens de laatste weken van de zwangerschap en bij de bevalling is de kans op besmetting groot. Het virus kan ook via borstvoeding op de baby worden overgedragen. De kans op overdracht kan wel sterk gereduceerd worden, door aan het kind anti-virale medicatie toe te dienen.
- Bloedtransfusie: besmetting met hiv door een bloedtransfusie is mogelijk, maar in de ontwikkelde landen (waaronder Nederland en België) is de kans quasi onbestaande. Bij de bloedbanken in deze landen worden de donaties altijd nauwgezet gecontroleerd op de aanwezigheid van het hiv virus en worden risicogroepen ook uitgesloten van donatie (waaronder mannen die homoseksuele contacten hebben gehad). Bloed geven voor donatie of voor bloedonderzoek is sowieso altijd veilig, aangezien de naald waarmee iemand aangeprikt wordt, steriel is en slechts eenmaal gebruikt wordt.

## Risicogroepen
Mensen die een groter risico lopen om hiv besmet te raken of te zijn:
- Mannen die seks hebben met mannen;
- Subsaharaanse mannen (mannen afkomstig uit het gebied van Afrika onder de Sahara);
- Partners van mensen met hiv;
- Mensen met een seksueel overdraagbare aandoening;
- Mensen met vaak wisselende seksuele contacten;
- Commerciële sekswerkers;
- Intraveneus druggebruikers.

## Fases in de hiv-infectie

### Primaire infectie
Wanneer iemand pas besmet is met hiv, maar nog niet voldoende antistoffen heeft aangemaakt om via een bloedonderzoek vast te stellen of hij/zij besmet is met hiv of tot het ogenblik dat de virale lading terug gestabiliseerd is, spreken we over een primaire infectie (PI) met hiv.  Tijdens deze fase is de persoon nog seronegatief.  De seroconversie sluit deze periode af, hierna is de persoon seropositief.  Tijdens de primaire infectie vertonen sommigen volgende symptomen: griep, koorts, vermoeidheid, pijnlijke keel, gewichtsverlies, pijn aan de spieren, nachtelijk zweten, diarree, gezwollen klieren in de keel, enzovoorts. Anderen vertonen geen symptomen.

### Chronische infectie
Vanaf het ogenblik dat de virale lading terug gestabiliseerd is, zo’n 3 maanden na de infectie tot voor de latere fase.

### Late fase
(Indien onbehandeld:) Vijf tot vijftien maanden voor het overlijden. In deze fase, waarin we spreken van aids, begint het virus zich steeds meer te delen en verzwakt het immuunsysteem steeds meer, zodat een persoon klachten krijgt van een verzwakt immuunsysteem en allerlei infecties krijgt.

## Aanverwante termen
- Hiv: Hiv is een afkorting voor humaan immuundeficiëntievirus. Het virus vernietigt langzaam maar zeker het natuurlijk afweersysteem, totdat het lichaam zich niet langer kan verdedigen tegen ziekteverwekkers. Er bestaan twee types hiv (hiv-1 en hiv-2) en verschillende subtypes.
- Aids: Aids is het letterwoord voor Acquired Immune Deficiency Syndrome (verworven immuundeficiëntiesyndroom). Aids is het stadium van een hiv-besmetting waarin het afweersysteem zo verzwakt is dat het lichaam zich niet langer kan verdedigen tegen ziekteverwekkers. Wie aids heeft, krijgt infecties die bij een gezond afweersysteem geen gevaar zouden vormen.
- Seksueel overdraagbare aandoeningen (soa): soa wijst op allerlei aandoeningen die, zoals hiv, door seksueel contact overgedragen worden. Voorbeelden zijn syfilis, gonorroe, hepatitis A en hepatitis B, hepatitis C, genitale wratten … De meeste soa zijn vrij onschuldig en kunnen makkelijk behandeld worden, andere soa kunnen heel wat schade aanrichten en zijn moeilijker te behandelen. Het condoom biedt bescherming tegen de meeste soa, maar niet tegen allemaal. Voor hepatitis A en B bestaat er een vaccin. De meeste soa zijn veel besmettelijker dan hiv.
- Serodiscordant: een koppel waarvan de ene partner seropositief is en de andere seronegatief, noemt men serodiscordant. Als beide partners seropositief (of seronegatief) zijn, spreekt men over een seroconcordant koppel.